# Palatul Apor
Palatul Apor este un monument istoric aflat pe teritoriul municipiului Alba Iulia. Imobilul este situat pe strada Gabriel Bethlen din interiorul cetatii Alba Carolina in vecinatatea Bibliotecii Bathyaneum. Palatul a fost ridicat în a doua jumătate a secolului al XVII-lea, între anii 1670-1690 la ordinele contelui Stefan Apor. 
La începutul secolului al XVIII-lea, comandantul trupelor imperiale din Transilvania, contele Stephan Steinville, a avut reședința în palat. În aceeași perioadă au fost construite portalurile interioare, cu arhitectură barocă, de inspirație militară, decorate în stil austriac.
În perioada de după cel de-al doilea război mondial palatul a fost abandonat, ajungand intr-o stare avansata de degradare. In anul 2007 au inceput lucrarile de renovare cand palatului ii este redat frumusetea de alta data. In prezent palatul gazduieste diverse departamente ale Universității ”1 Decembrie 1918”. Săpăturile arheologice făcute de specialiști împreună cu profesorii și studenții universității au scos la iveală artefacte importante pentru istoria palatului. În subsolul clădirii se află o interesantă expoziție de ceramică neolitică dar și alte obiecte ce susțin istoria lungă și zbuciumată a palatului.

## Galerie

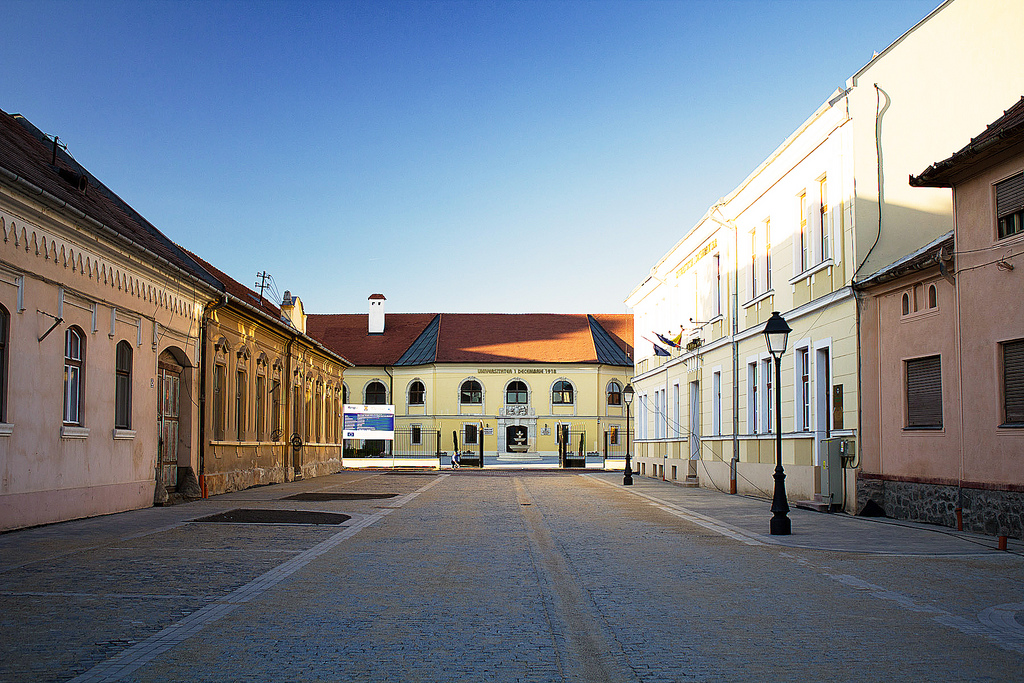
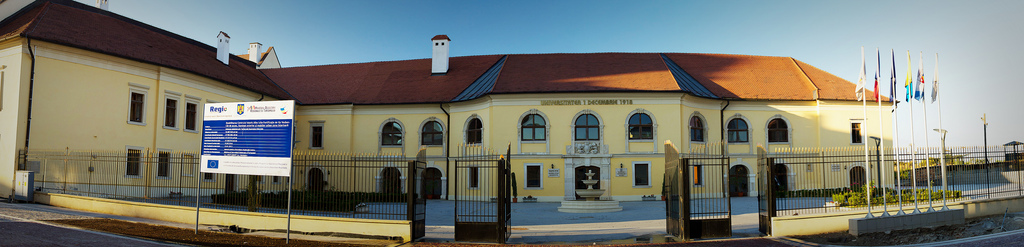
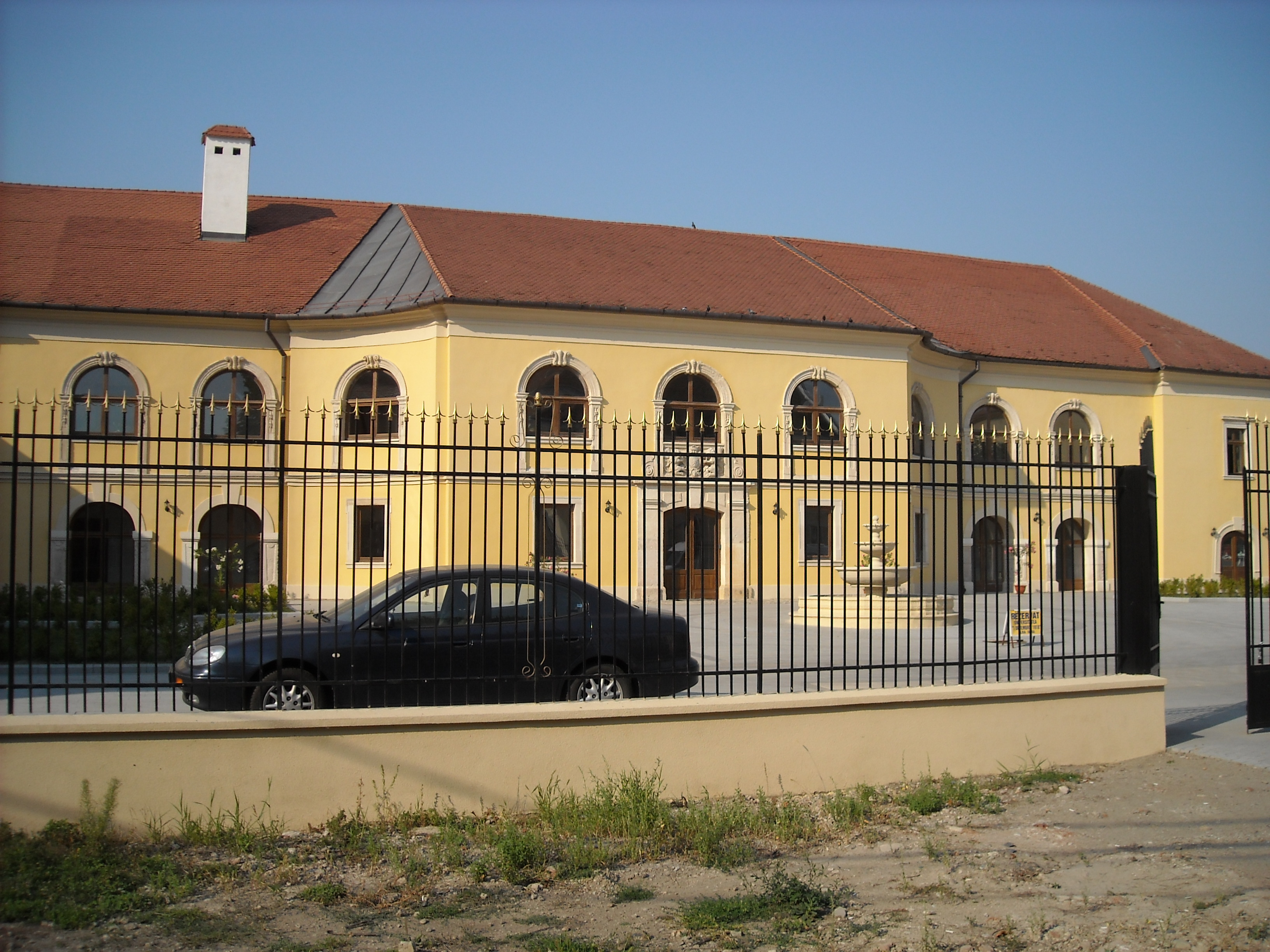
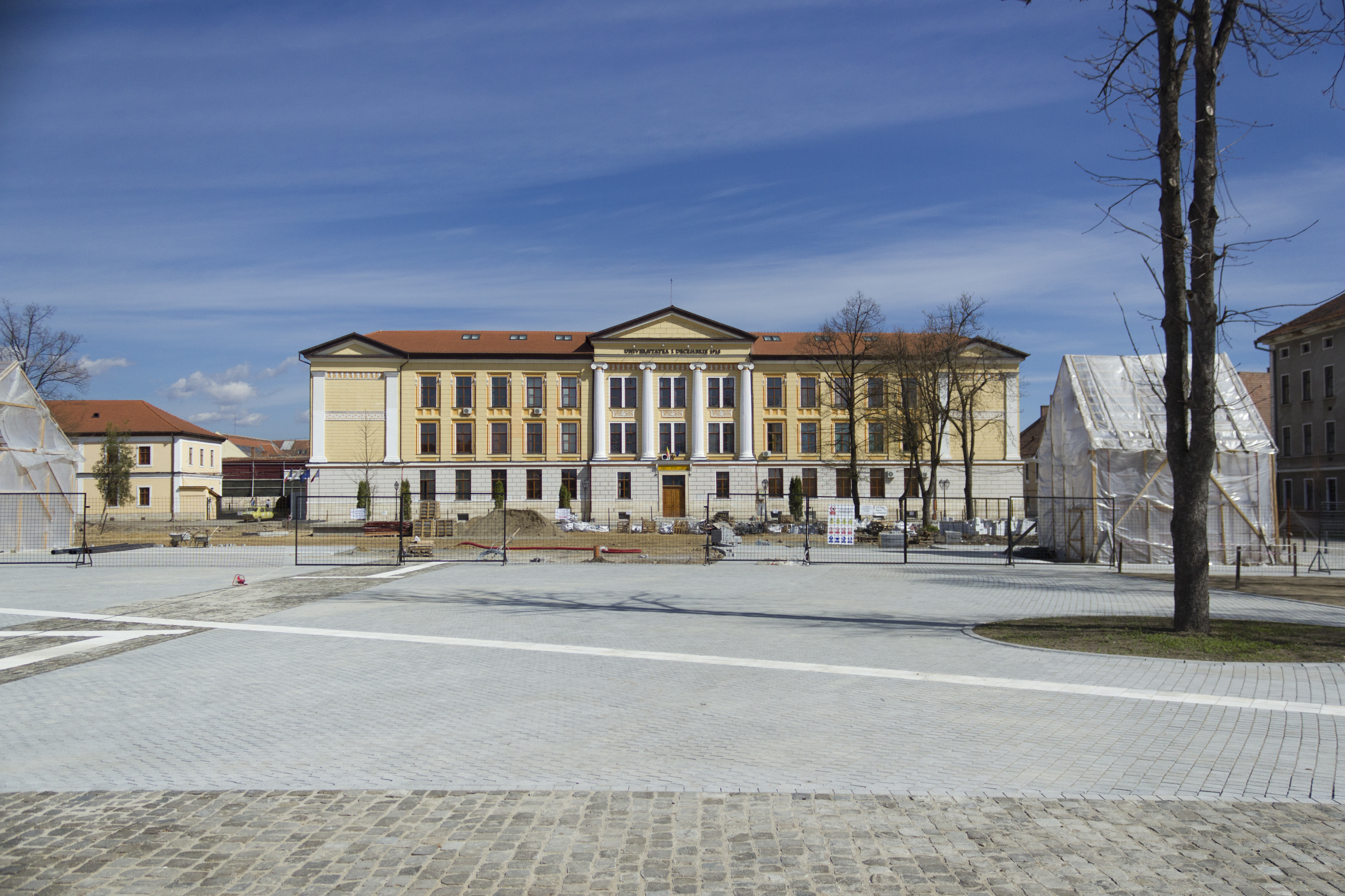